# Etanolamin
|  |  |

|  |  |

Az etanol-amin  (2-amino-etanol, monoetanol-amin) szerves vegyület, képlete HOCH2CH2NH2. Molekulája bifunkciós, primer amin és primer alkohol (a hidroxilcsoport miatt). Színtelen, viszkózus folyadék, szaga az ammóniára emlékeztet. Származékai a természetben széles körben elterjedtek, ilyenek például a lipidek.
Az etanol-aminok az amino-alkoholok egyik csoportját alkotják. Az antihisztaminok egyik osztályát etanol-aminoknak nevezik, ebbe tartozik a karbinoxamin, klemasztin, dimenhidrinát, difenhidramin és doxilamin.

## Ipari előállítása
Etilén-oxid és ammónia vizes oldatának reagáltatásával állítják elő, a reakció során dietanol-amin és trietanol-amin is keletkezik. A termékek aránya a reaktánsok mennyiségének változtatásával szabályozható.

## Biokémia
Bioszintézise a szerin dekarboxilezésével történik:
HOCH2CH(CO2H)NH2 → HOCH2CH2NH2 + CO2
Az etanol-amin a foszfolipidek – a biológiai membránokban (elsősorban a prokariótákban) – második leggyakoribb fejcsoportja, ilyen például a például a foszfatidiletanol-amin. A CB1 receptorra ható hírvivő molekulákban is – például a palmitoil-etanolamidban – megtalálható.

## Felhasználása
Az etanol-amint gyakran monoetanol-aminnak vagy MEA-nak nevezik, hogy megkülönböztessék a dietanol-amintól (DEA) és trietanol-amintól (TEA). Detergensek, emulgeáló- és polírozószerek, gyógyszerek, korrózióvédők és kémiai intermedierek alapanyagaként használják.
Például etanol-amin és ammónia reakciójában etilén-diamin keletkezik, mely a gyakran használt kelátképző, az EDTA prekurzora.

### Gázmosás
Más aminokhoz hasonlóan a monoetanol-amin is gyenge bázis, mely tulajdonságát kihasználják a gázmosásban. A monoetanol-aminok nagyon hatékonyan meg tudják kötni a kőszén, metán és biomassza égetéséből származó füstgázok szén-dioxid-tartalmát (CO2). A szén-dioxid monoetanol-aminnal történő megkötését a tengeralattjárókon is használják a levegő regenerálására.
A MEA vizes oldatát mosófolyadékként használják az aminkezelőkben. Ezzel az eljárással például szén-dioxidot (CO2) és H2S-t távolítanak el különféle gázokból, például füstgázokból vagy savanyú földgázból. A MEA ionizálja az oldott savas vegyületeket, így azok polárissá és sokkal jobban oldódóvá válnak.
A MEA mosóoldat újrahasznosítható egy visszanyerő egység beiktatásával. Melegítés hatására a MEA-ból, mint gyenge bázisból felszabadul az oldott H2S vagy CO2 gáz, így tiszta MEA oldat keletkezik.

### További felhasználásai
Gyógyszerkészítményekben elsősorban pufferként vagy emulziók készítéséhez használják. Kozmetikumokban pH-szabályozóként használható.

## Fordítás
Ez a szócikk részben vagy egészben  az   Ethanolamine című angol Wikipédia-szócikk ezen változatának fordításán alapul.  Az eredeti cikk szerkesztőit annak laptörténete sorolja fel. Ez a jelzés csupán a megfogalmazás eredetét és a szerzői jogokat jelzi, nem szolgál a cikkben szereplő információk forrásmegjelöléseként.